# Bertrand Kaï
Bertrand Kaï (6 de junio de 1983) es un futbolista neocaledonio que juega como delantero en el Hienghène Sport.
A nivel de clubes ganó con el Hienghène Sport el trofeo de copa en 2013. Con la selección de Nueva Caledonia obtuvo el oro en los Juegos del Pacífico 2011, organizados en Numea, la capital neocaledonia, en donde fue goleador. También obtuvo el subcampeonato en la Copa de las Naciones de la OFC en 2008 y 2012. Con un papel más protagónico en la segunda edición, jugada en las Islas Salomón, convirtió cuatro goles, incluido uno en la victoria por 2-0 sobre Nueva Zelanda, favorita para el título, en la semifinal.
El 21 de julio de 2012 fue escogido como el futbolista oceánico de 2011, lo cual, según expresó el jugador, fue algo sorpresivo.

## Carrera
Comenzó a jugar en el Hienghène Sport en 2007, con el que ganó la Copa de Nueva Caledonia 2013. En 2014 fue contratado por el AS Magenta, el representante neocaledonio en la Liga de Campeones de la OFC de ese año. En 2015 dejaría el club para integrarse al Gaïtcha, clasificado al torneo continental. En 2016 regreso al Hienghène.

### Clubes
| Club            | País            | Año             |
| --------------- | --------------- | --------------- |
| Hienghène Sport | Nueva Caledonia | 2007 - 2013     |
| AS Magenta      | Nueva Caledonia | 2014            |
| Gaïtcha FCN     | Nueva Caledonia | 2015            |
| Hienghène Sport | Nueva Caledonia | 2016 - Presente |

### Selección nacional
Hizo su debut con Nueva Caledonia el 14 de junio de 2008 en un empate 1-1 ante Vanuatu válido por la Copa de las Naciones de la OFC, que a su vez funcionaba como eliminatorias para la Copa Mundial de 2010. 
En los Juegos del Pacífico 2011 convirtió 10 goles en cinco partidos, obteniendo el galardón de goleador de la competición, además de que la selección neocaledonia consiguió la medalla de oro. Ya afianzado como delantero titular, marcó cuatro goles en la Copa de las Naciones de la OFC 2012, en donde su selección alcanzaría la final, aunque el título finalmente lo ganó Tahití tras vencer 1-0 en el partido. Ya en la tercera fase de la clasificación para el Mundial de 2014, Kaï le marcó dos goles a la selección tahitiana en la goleada de Nueva Caledonia por 4-0, que quedaría a seis puntos de Nueva Zelanda, clasificada al repechaje ante México.
Volvió a ser convocado para la Copa de las Naciones de la OFC 2016. Le marcó un tanto a Tahití en la campaña en la que los neocaledonios fueron eliminados en semifinales por la selección neozelandesa.

## Palmarés
| Título                      | Club            | País            | Año  |
| --------------------------- | --------------- | --------------- | ---- |
| Med. de oro J. del Pacífico | Nueva Caledonia | Nueva Caledonia | 2011 |
| Copa de Nueva Caledonia     | Hienghène Sport | Nueva Caledonia | 2013 |

### Distinciones individuales
| Distinción                          | Año  |
| ----------------------------------- | ---- |
| Goleador de los Juegos del Pacífico | 2011 |
| Futbolista del año de Oceanía       | 2011 |